# Alejandro López de Groot
Alejandro (Álex) López de Groot (Calafell, 18 september 1993) is een Spaans-Nederlands voetballer die als aanvaller speelt. In 2017 verruilde hij Gimnàstic de Tarragona voor RCD Mallorca.

## Clubcarrière
López de Groot doorliep de jeugdopleiding van CF Reus Deportiu en speelde één seizoen in de cantera van FC Barcelona. Hij debuteerde in 2012 bij Reus in de Segunda División B en speelde in het seizoen 2014/15 op hetzelfde niveau voor Valencia CF Mestalla. Vervolgens speelde hij twee seizoenen voor Gimnàstic de Tarragona in de Segunda División A. In 2017 kwam López de Groot bij RCD Mallorca waarmee hij in het seizoen 2017/18 van de Segunda División B naar de Segunda División A promoveerde en in het seizoen 2018/19 via de play-offs naar de Primera División promoveerde. In 2019 stapte hij op leenbasis over naar Extremadura UD.

## Privé
Hij heeft een Spaanse vader en een Nederlandse moeder. López de Groot is een kleinzoon van voormalig wielrenner Daan de Groot.